# Secaucus
Secaucus é uma cidade  localizada no estado americano de Nova Jérsei, no Condado de Hudson.

## Demografia
Segundo o censo americano de 2000, a sua população era de 15.931 habitantes.
Em 2006, foi estimada uma população de 15.562, um decréscimo de 369 (-2.3%).

## Geografia
De acordo com o United States Census Bureau tem uma área de 16,8 km², dos quais 15,2 km² cobertos por terra e 1,6 km² cobertos por água.

## Localidades na vizinhança
O diagrama seguinte representa as localidades num raio de 8 km ao redor de Secaucus.